# Apresentação de Jesus no Templo (Garcia Fernandes)
Apresentação de Jesus no Templo, ou Apresentação do Menino no Templo, é uma pintura a óleo sobre madeira de carvalho pintada em 1538 pelo pintor português do período Manuelino Garcia Fernandes que se destinou inicialmente ao Convento de Santa Joana, em Lisboa, e que se encontra actualmente no Museu Nacional de Arte Antiga, na mesma cidade.
A Apresentação de Jesus no Templo representa o episódio bíblico homónimo descrito em Lucas 2:22–40. Este episódio bíblico ocupa o primeiro plano com uma notável representação das oferendas expostas sobre o altar, da ourivesaria do tocheiro e dos ricos tecidos. No fundo está representada a Circuncisão de Jesus que é cronologicamente anterior à Apresentação nos relatos evangélicos. O espaço alongado da composição entre as duas cenas é também a expressão do tempo da narrativa bíblica.
Garcia Fernandes pintou, presumivelmente na mesma época, uma outra versão da Apresentação de Jesus no Templo no Retábulo do Mosteiro da Trindade.

## Descrição
O Menino Jesus encontra-se deitado numa toalha branca nas mãos do Sacerdote. A seu lado a profetisa Ana aponta para a Virgem Maria estando São José entre as duas. Sobre a mesa dispõem-se as oferendas: duas rolas, moedas de ouro e flores. A cerimónia da Circuncisão vê-se em plano recuado.
Na arquitectura que divide as cenas, no tímpano do arco, está representado o Sacrifício de Isaac que é uma prefiguração da Apresentação no Templo, e, no varandim, um putto mostra a inscrição Nunc dimittis que é o início do Cântico de Simeão, o homem justo e devoto que, na Apresentação, identificou Jesus como o Messias.
No centro da composição, a Arca da Aliança ladeada por dois anjos está integrada num pórtico renascentista onde aparece a data de 1538 inscrita em duas cartelas.

### Ligação externa
- Página oficial do Museu Nacional de Arte Antiga